# Vanessa Brandt
Vanessa Brandt (* 23. Juli 1999) ist eine deutsche Handballspielerin, die für den HSV Solingen-Gräfrath in der Bundesliga auflief.

## Karriere

### Im Verein
Brandt erlernte das Handballspielen bei der JSG Hattingen-Welper. Ab der C-Jugend spielte sie bei Borussia Dortmund. Später gehörte sie dem Kader der zweiten Damenmannschaft von Borussia Dortmund an. Mit der A-Jugend nahm die Rückraumspielerin in der Saison 2017/18 am Final Four um die deutsche A-Jugendmeisterschaft teil. Brandt schloss sich im Sommer 2018 dem Drittligisten HSV Solingen-Gräfrath an, mit dem sie ein Jahr später in die 2. Bundesliga aufstieg. In den Spielzeiten 2020/21 und 2021/22 wurde sie Torschützenkönigin der 2. Bundesliga. Im Jahr 2023 feierte sie mit dem HSV Solingen-Gräfrath den Aufstieg in die 1. Bundesliga. Im Jahr 2024 trat sie mit dem HSV Solingen-Gräfrath den Gang in die Zweitklassigkeit an.

### In Auswahlmannschaften
Brandt lief für die Westfalenauswahl auf. Weiterhin gehörte sie dem Kader der deutschen Jugendnationalmannschaft an, mit der sie 2015 am Europäischen Olympischen Jugendfestival teilnahm.

## Sonstiges
Ihre Mutter Anna Brandt lief für die deutsche Handballnationalmannschaft auf.